# Dalbergia discolor
Dalbergia discolor là một loài thực vật có hoa trong họ Đậu. Loài này được Blume miêu tả khoa học đầu tiên.